# Kelda Holmes
Kelda Holmes, född i maj 1970 i Storbritannien, är en engelsk skådespelerska. Holmes är mest känd för att ha spelat Sarah Jackson i det engelska barnprogrammet Reportergänget.

## TV
- Reportergänget (1989-1993)
- Two of Us (1987)
- Ett opassande jobb för en kvinna (1982)